# 국제인구개발회의
국제인구개발회의(International Conference on Population and Development, ICPD)는 국제연합의 주재로 이집트 카이로에서 열렸던 국제 회의로, 각국의 정부대표와 UN 대표단, NGO 대표단, 언론인 등 20,000명이 넘는 규모의 관계자들이 참석하여 1994년 9월 5일부터 9월 13일까지 개최되었다. 회담에서 주요하게 다뤄진 주제는 이민과 거주 이전, 영아 사망률, 피임과 가족계획, 여성교육, 위험한 낙태 행위로부터의 여성 보호 등이 있다. 회담의 최종 결과로 인구행동계획이 발표되었으며, 유엔인구기금의 향후 활동의 토대가 되었다.
ICPD의 전체위원회에서는 재생산권, 인공유산 등의 의제를 둘러싸고 의견대립과 논쟁이 있었고, 언론 역시 이를 주목하였다. 교황청과 몇몇 이슬람 국가들이 지속적으로 비판적인 입장을 고수하였다. 빌 클린턴 미국 대통령은 회의에 참석한 사실로 보수 진영의 비판을 받아야 했는데, 레이건 대통령이 1984년에 열렸던 직전의 인구회의에 불참하고 지원도 전혀 하지 않았던 것과 대비되는 모습이었기 때문이다. 거듭된 논의 끝에 ICPD의 행동계획은 만장일치로 채택되었다.
ICPD 인구행동계획에서 합의된 사항은 크게 4가지로 나눌 수 있으며, 내용은 다음과 같다.
1. 보편적인 교육: 전 세계 모든 나라에서 2015년까지 모든 사람들이 초등교육을 받을 수 있도록 한다. 여성이 중등 또는 고등교육을 받을 수 있는 권리(직업교육, 기술교육을 포함하여)가 보장되도록 각 나라 정부에 촉구한다.
2. 아동사망률과 영아사망률 감소: 각 나라는 유아와 5세 미만의 어린이의 사망률을 줄이기 위하여 노력하여야 한다. 이러한 노력의 구체적 목표는 2000년까지 현재(1994년) 수준의 ⁠1/3⁠ 또는 1000명 당 50–70명으로 사망률을 낮추어야 한다. 2015년까지 모든 국가에서 영아사망률을 신생아 1000명 당 35명 수준 이하로, 5세 미만 어린이 사망률을 신생아 1000명 당 45명 수준 이하로 유지해야 한다.
3. 모성사망률 감소: 1990년의 모성사망률을 기준으로, 2000년까지 ⁠1/2⁠의 수준이 달성되어야 하며, 2015년까지 ⁠1/4⁠수준이 달성되어야 한다. 모성사망률의 국가간, 지역적, 사회경제적, 인종적 격차는 줄어들어야 한다.
4. 가족계획을 포함한 모자보건, 재생산건강, 생식건강의 확립: 가족계획을 위한 상담과, 산전관리, 안전한 분만과 주산기 관리, 불임 및 생식치료에 대한 적절한 제공 및 예방, 인공유산에 대한 방지, 인공유산 후 여성의 적절한 치료, 생식기관의 감염과 성매개질환, 기타 생식건강에 대한 적절한 치료, 성 문제·재생산건강·부모역할에 대한 적절한 교육, 상담의 제공 등이 필요하다. HIV/AIDS과 유방암, 불임, 분만에 대한 적절한 관리가 이루어져야 한다. 여성할례에 대한 적극적인 반대 및 철폐가 필요하다.

## 같이 보기
- 지속가능한 발전
- 인구개발위원회
- 개발경제학
- 샌드백 보고서
- 기타 센
- 나피스 사디크
- 재생산건강
- 국제보건